# Едвард Колстон
Едвард Колстон (англ. Edward Colston; 25 грудня 1786 — 23 квітня 1852) — був адвокатом у Вірджинії, рабовласником і федералістським (а пізніше Вігським) політиком, який служив у Вірджинії в Палаті делегатів Вірджинії та Палаті представників Сполучених Штатів

## Раннє і сімейне життя
Старший син, народжений колишньою Елізабет Маршалл (1756—1842; сестра майбутнього головного судді Джона Маршалла), і її чоловік Релі Колстон (1749—1823), Едвард Колстон народився в Перших родинах Вірджинії на батьківщині маєток, «Honeywood», з видом на річку Потомак в тому районі, що став округом Берклі, Західна Вірджинія, приблизно через десять років після його смерті. Він мав трьох молодших братів, а також трьох сестер, і успадкував Медовий ліс, яким він керував до самої смерті. Як це було прийнято для джентльмена свого класу, Едвард Колстон отримав приватну освіту, після чого був направлений до Нью-Джерсі для вищих навчальних занять. Він закінчив Принстонський коледж у 1806 році, потім читав право.

## Кар'єра
Як і Бойд, Колстон служив у війні 1812 року, працюючи добровольцем в артилерійській роті Чарльза Фолкнера (яка допомогла захистити Норфолк і Портсмут від британських сухопутних і військово-морських сил). Пізніше він отримав лейтенантську комісію в піхотному полку.
Після смерті батька в 1823 році виборці округу Берклі знову обрали Едварда Колстона одним із своїх представників у Палаті делегатів, тому він служив з 1823 по 1828, а потім з 1833 по 1835. Він втратив спробу повернутися до Конгресу США в 1825 році в демократично-республіканця Вільяма Армстронга з графства Хемпшир. Виборці округу Берклі також обрали Колстона своїм верховним шерифом у 1844 та 1845 роках.
У 1835 році Колстон побудував греблю на каналі Чесапік і Огайо і влаштував млин. За наступні десятиліття млин горів кілька разів, а гребля також стала стратегічним місцем в громадянській війні в США. Він був витіснений паперовим заводом близько 1900 року, але дамба існує сьогодні як гребля Honeywood (у Національному реєстрі історичних місць та в Національному історичному парку каналу Чесапік та Огайо).

## Смерть та спадщина
Колстон загинув у своєму маєтку «Honeywood», поблизу сучасного Хеджсвілла, Західна Вірджинія, 23 квітня 1852 р. Та був похований у сімейній могилі.
Під час мітингів в Америці у 2020 році після смерті Джорджа Флойда  представники руху “Black Lives Matter” (“Життя Чорних Важливі”) скинули пам'ятник Колстону. Але це був пам*ятник іншому Колстону. 